# Eric Maskin
Eric Stark Maskin (New York, New York, 1950. december 12. –) amerikai közgazdász, aki a 2007-es Közgazdasági Nobel-emlékdíjat megosztva kapta Leonid Hurwicz-cal és Roger Myersonnal.

## Élete
Az Institute for Advanced Study-ban Albert O. Hirschman Professor of Social Science posztot tölt be. A Harvard Egyetemre járt, ahol az A.B és a PhD fokozatát szerezte meg. Ezután a Cambridge-i Egyetemre ment 1976-ban és a Jesus College-ban lett kutató. 1977-ben M.A fokozatot kapott az egyetemtől. 1980 és 1984 között a Massachusetts Institute of Technologyn dolgozott, mint tanársegéd és közben 1980 és 1982 között Cambridge-ben a Churchill College-ben is tevékenykedett.
Főbb kutatási területe a közgazdaságtan, azonbelül játékelmélet és szerződéselmélet.